# Prodremotherium
Il prodremoterio (gen. Prodremotherium) è un mammifero artiodattilo estinto, appartenente ai ruminanti. Visse tra l'Oligocene inferiore e l'Oligocene superiore (circa 30 - 24 milioni di anni fa) e i suoi resti fossili sono stati ritrovati in Europa e in Asia.

## Descrizione
Questo animale era di piccole dimensioni e non doveva essere molto diverso da un tragulo attuale. Tuttavia, la morfologia delle vertebre cervicali mostrano che Prodremotherium doveva avere un collo più lungo rispetto alle forme attuali, e anche la parte terminale delle zampe era più lunga rispetto a quella dei primitivi ruminanti dell'Oligocene; il terzo e il quarto metacarpo mostravano già un grado di fusione prossimale, così come il terzo e il quarto metatarso. Il secondo e il quinto metacarpo erano ridotti e privi di funzione. La dentatura era relativamente evoluta: mancavano primo premolare inferiore e superiore, ed era presente un lungo diastema fra il canino inferiore e il secondo premolare. Non vi erano le cosiddette Palaeomeryx-fold e Dorcatherium-fold, caratteristiche creste presenti sui molari di alcuni ruminanti primitivi. Terzo e quarto premolare superiore erano di forma allungata.

## Classificazione
Il genere Prodremotherium venne istituito nel 1877 da Filhol, che ne descrisse i resti provenienti dal giacimento di Quercy (Francia). La specie tipo, Prodremotherium elongatum, è tipica di alcuni giacimenti francesi dell'Oligocene superiore. Altri resti attribuiti a questo genere sono stati ritrovati in Asia: Oligocene inferiore del Kazakhstan (P. flerovi), Oligocene superiore della Georgia (P. trepidum) e Oligocene della Mongolia. Sembra che la specie europea fosse ancestrale a quelle asiatiche.
Prodremotherium è stato a lungo ritenuto un antenato dei tragulidi o dei moschidi attuali, e in particolare è stato messo in relazione con il successivo Dremotherium. Altri studi hanno indicato Prodremotherium come un membro della famiglia di ruminanti primitivi Gelocidae. Analisi più recenti, tuttavia, hanno ipotizzato che questo animale appartenesse a una differente linea evolutiva (Prodremotheriidae), comprendente anche gli antichi Notomeryx e Gobiomeryx, dell'Eocene asiatico (Guo et al., 1999). Prodremotherium, inoltre, potrebbe essere sulla linea evolutiva che condurrà poi ai giraffidi: lo sviluppo delle vertebre cervicali e alcune caratteristiche della dentatura e delle zampe suggerirebbero questa parentela (Danowitz et al., 2015).